# ンコ文字
ンコ文字（ンコもじ、N'Ko）は、西アフリカのマンデ系の諸言語を表記するための文字。ギニアの著作家であるソロマナ・カンテによって1949年に考案された。「N'Ko」はマンディンカ語で「私は言う」という意味である。また、「ンコ」はンコ文字で書かれた表記言語のことをも指す。
右から左に続け書きされるなど、多少アラビア文字に似た点もあるが、アルファベットに属する。

## 歴史

### 背景
かつて、アフリカ固有の表記体系は存在しないという誤った理解が横行していた。しかしそれは事実に反し、17世紀までには西アフリカにアジャミ文字が普及し、宗教的なシーンで伝統的に使用されてきた（実質上、アジャミ文字はアラビア文字にいくつかの文字を加え、書法を整備したものに過ぎず、コンピュータのシステム上もアラビア文字と同一のものとして扱われる。アジャミعَجَمは『外国の』を意味するアラビア語である）。
とは言え、アジャミ文字は本来、ベルベル語やナイル・サハラ語族の地域におけるイスラム布教に使用されてきた表記体系であり、マンデ語派をはじめ、西アフリカの多くの言語に見られる声調に完全に適しているとは言えなかった。

### 発明
このようなニーズに応えるべく、ギニアのソロマナ・カンテによって考案されたのがンコ文字である。
ンコ文字の信奉者の間で広く人口に膾炙しているエピソードは次の通りである。
カンテはブアケで、あるレバノンの筆者による本を偶然見つけた。そこでは、アジャミ文字の歴史にもかかわらず、アフリカの言語が「鳥の言語のように翻訳不能」として侮蔑的に一括りにされていた。これを読んだカンテは、独自の文字の制作に格別の努力をすることにした。
カンテはコートジボワールのビンガーヴィルでンコ文字を考案し、その後、カンテの出生地であるギニアはカンカンに持ち帰った、というものである
。

### 普及
ンコ文字は1949年4月14日（現在の『ンコ文字の日』）に完成したとみなされており、以来、多くの教科書に使われるようになった。カンテは、宗教、科学、哲学に関する文献、そして辞書をンコ文字に転写し、それらは西アフリカのマンディング諸語圏に寄贈された。ギニアがソビエト連邦と紐帯を持っていた1950年代に、東欧から最初の特製タイプライターが届いた。
ンコ文字の導入により、英語圏・フランス語圏問わず、西アフリカのマンデ系言語話者の間で、ンコ語のリテラシーを促進する運動が起こった。ンコ文字のリテラシーは、ギニアのマニンカ族の文化的アイデンティティの形成に寄与し、西アフリカの他地域でもマンディング諸語のアイデンティティを強化した。

## 現在の使用
2005年時点で、主にギニアとコートジボワールで（特にマニンカ語とジュラ語話者に）使われ、マリに（バンバラ語話者による）活動的なコミュニティが存在している。コーランの翻訳や、物理学や地理学の教科書、詩集、哲学書、伝統薬の解説、辞書、いくらかの地元紙などの出版がなされている。この文字は最も成功した西アフリカの文字に数えられている。 
ンコ語の著述活動では、カンベ（ߞߊ߲ߜߍ kan-gbɛ 直訳すると"言語作法"）と呼ばれる模範文法が広く使用されており、これはマンデ語間の共通語（リングア・フランカ）として今後の発展が見込まれている。たとえば、「名前」を意味する単語はバンバラ語では"tɔgɔ"、マニンカ語では"tɔɔ"である。ンコ語文では"tɔ̀"と綴られるが、発音上、この表記を人々は自らの母語で読むことになる。総評として、この模範文法は、主要なマンディング諸語の要素を混ぜ合わせた、相互理解可能性を有するコイネーとなるよう志向されているといえる。ただし、マニンカ語の影響が非常に強いことを付言する。 

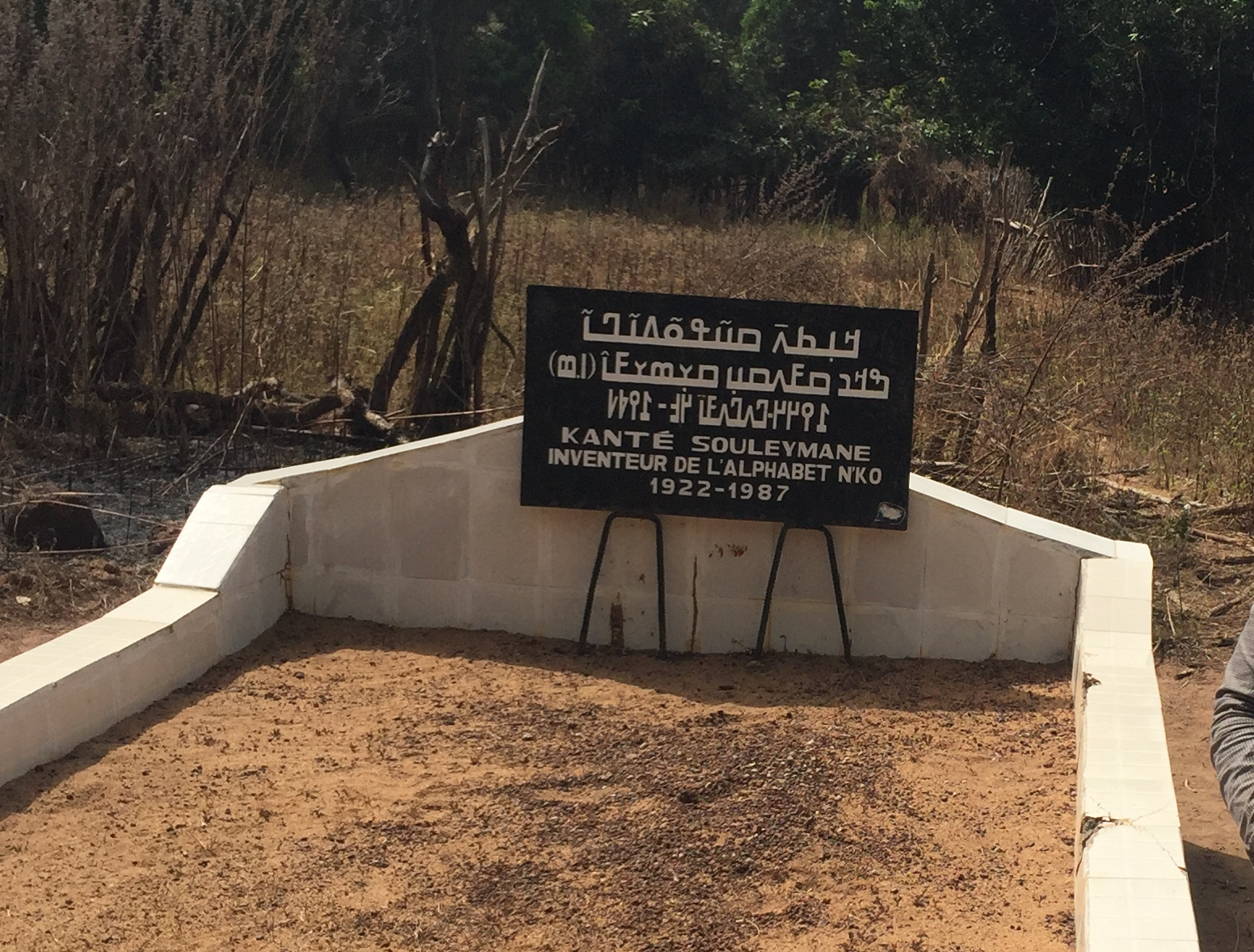
ソロマナ・カンテの墓

ンコ文字のほかには、文字を追加されたラテン字が、歴史的理由と、様々な政府によって言語の「公的」翻字としてされていることによって、ある程度全てのマンディング語に使われている。時折、例えばマリのバンバラ語では、この綴り方を用いた識字推進は、まずまずのレベルのリテラシーをもたらしている。 アラビア文字による表記はガンビアとセネガルのマンディンカ語に一般に用いられている。

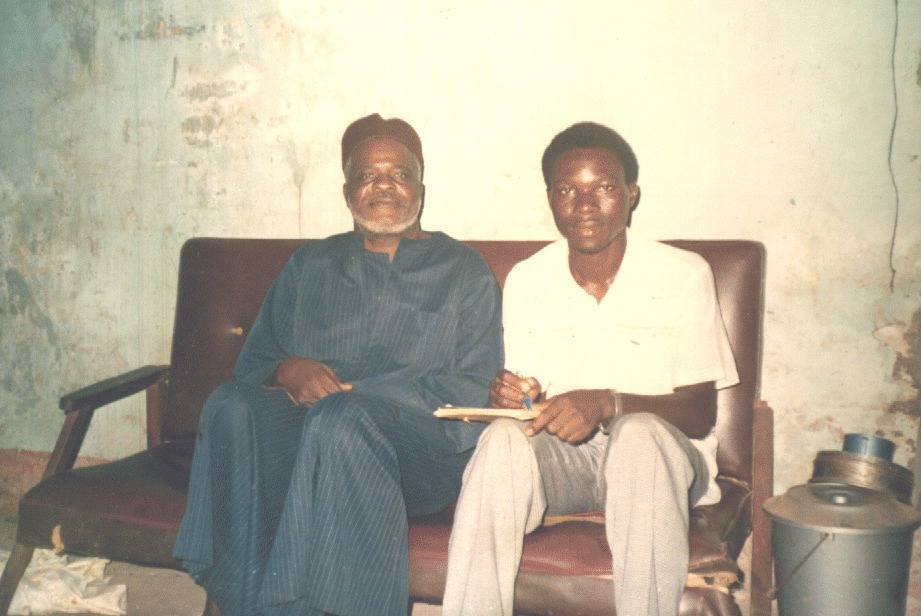
ンコ文字の考案者であるソロマナ・カンテ（左）

2024年6月27日、ンコ語の標準文語がGoogle 翻訳に追加された。

## 文字
右から左に書かれ、文字同士は連結される。

### 母音
| /ɔ/ | /o/ | /u/ | /ɛ/ | /i/ | /e/ | /a/ |
| ߐ   | ߏ   | ߎ   | ߍ   | ߌ   | ߋ   | ߊ   |
|     |     |     |     |     |     |     |

### 子音
| /ɾa/ | /da/ | /t͡ʃa/ | /d͡ʒa/ | /ta/  | /pa/ | /ba/ |
| ߙ    | ߘ    | ߗ     | ߖ     | ߕ     | ߔ    | ߓ    |
|      |      |       |       |       |      |      |
| /ma/ | /la/ | /ka/  | /fa/  | /ɡ͡ba/ | /sa/ | /ra/ |
| ߡ    | ߟ    | ߞ     | ߝ     | ߜ     | ߛ    | ߚ    |
|      |      |       |       |       |      |      |
| /n̩/  |      | /ja/  | /wa/  | /ha/  | /na/ | /ɲa/ |
| ߒ    |      | ߦ     | ߥ     | ߤ     | ߣ    | ߢ    |
|      |      |       |       |       |      |      |

### ダイアクリティカルマーク
ンコ文字では、母音字に7種類の記号を合成することで、声調および長短を表す。記号が無い場合は、下降・短母音を表す。
|    | 高 | 低 | 昇 | 降 |
| -- | -- | -- | -- | -- |
| 短 | ߫   | ߬   | ߭   |    |
| 長 | ߯   | ߰   | ߱   | ߮   |

鼻音には下記の記号を合成する。
| 鼻音化 | ߲ |

#### 外国語表記
これらダイアクリティカルマークを転用して、外国語の音を表す方法が提案されている。これらの文字は、固有名詞や借用語の音写に活用される。以下に一例を列挙する。
- ߜ߭：/g/
- ߜ߫：/ɣ/
- ߝ߭：/v/
- ߚ߭：/ʁ/
- ߖ߭：/z/
- ߞ߭：/x/
- ߓ߭：/ɓ/
- ߘ߳：/ɗ/
- ߜ߳：/k͡p/
- ߎ߳：/y/（フランス語等）
- ߋ߳：/ə/（フランス語等）

### 数字
| 0 | 1 | 2 | 3 | 4 | 5 | 6 | 7 | 8 | 9 |
| - | - | - | - | - | - | - | - | - | - |
| ߀ | ߁ | ߂ | ߃ | ߄ | ߅ | ߆ | ߇ | ߈ | ߉ |
|   |   |   |   |   |   |   |   |   |   |

### Unicode収録
全て Unicode 5.0 にて収録された。
| U+   | 0 | 1 | 2 | 3 | 4 | 5 | 6 | 7 | 8 | 9 | A | B | C | D | E | F |
| ---- | - | - | - | - | - | - | - | - | - | - | - | - | - | - | - | - |
| 07C0 | ߀ | ߁ | ߂ | ߃ | ߄ | ߅ | ߆ | ߇ | ߈ | ߉ | ߊ | ߋ | ߌ | ߍ | ߎ | ߏ |
| 07D0 | ߐ | ߑ | ߒ | ߓ | ߔ | ߕ | ߖ | ߗ | ߘ | ߙ | ߚ | ߛ | ߜ | ߝ | ߞ | ߟ |
| 07E0 | ߠ | ߡ | ߢ | ߣ | ߤ | ߥ | ߦ | ߧ | ߨ | ߩ | ߪ | ߫  | ߬  | ߭  | ߮  | ߯  |
| 07F0 | ߰  | ߱  | ߲  | ߳  | ߴ | ߵ | ߶ | ߷ | ߸ | ߹ | ߺ |   |   |   |   |   |